# Hiéroglyphe égyptien I7
Pour les articles homonymes, voir Grenouille (homonymie).
Le hiéroglyphe égyptien I7 (grenouille) est classifiée dans la section I « Amphibiens, reptiles, etc. » de la liste de Gardiner ; cet hiéroglyphe y est noté I7. 

## Représentation
Il représente une grenouille (type ḳḳr).
Il est translittéré wḥm ˁnḫ.

## Utilisation
| H | q · t | I7 |

| H | q · t | I7 |

| F25 | S34 |

| F25 | S34 |